# Ausserberg
Ausserberg es una comuna suiza del cantón del Valais, localizada en el distrito de Raroña occidental. Limita al noreste y sur con la comuna de Baltschieder, al este con Eggerberg, y al suroeste, oeste y noroeste con Raroña.

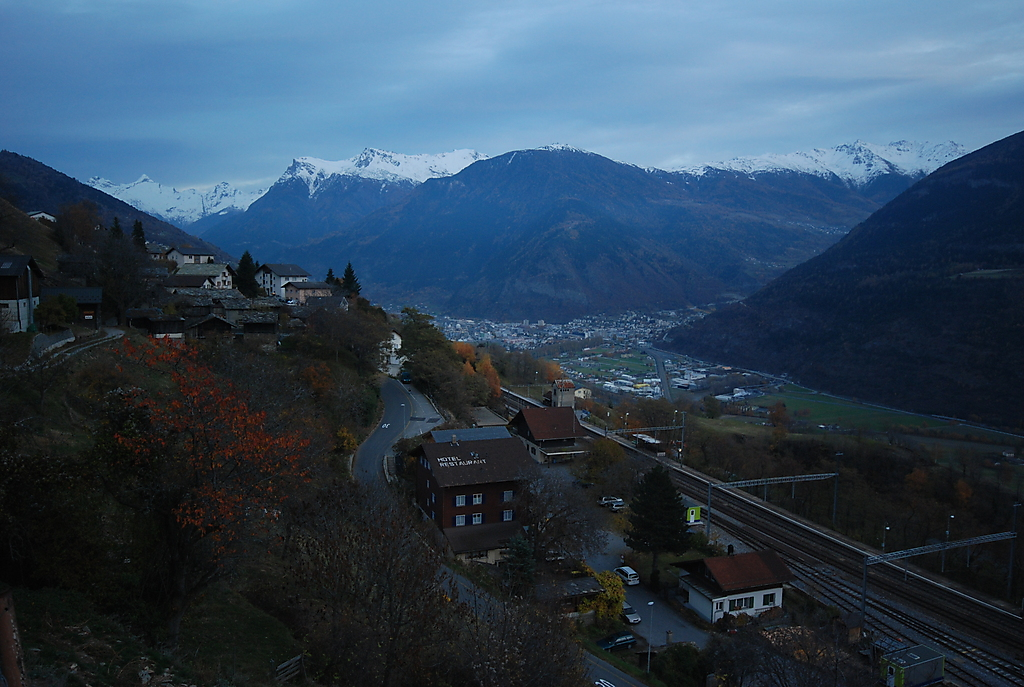
Vista de Ausserberg.